# Lifecell
lifecell är en ukrainsk teleoperatör som är landets tredje största efter Vodafone Ukraine och Kyivstar. Idag är man tillgängliga för 91% av Ukrainas befolkning och ägs av turkiska Turkcell. Sedan 2016 erbjuder man GSM-tjänster under varumärket lifecell. 
Företagets mobilnummer följer följande mönster: +380 63*******,+380 73******* och +380 93*******.